# Gamle Aker kirke

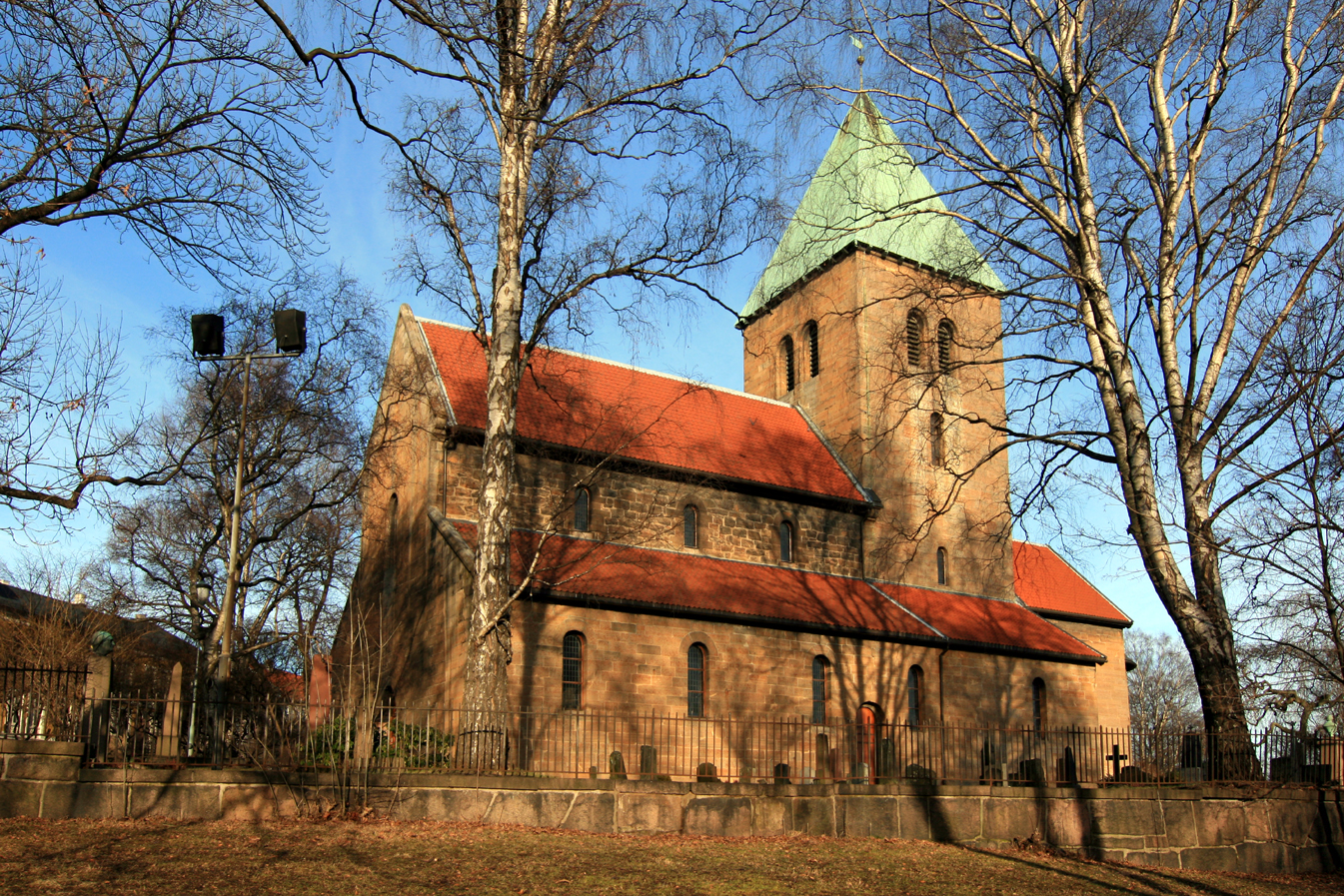
Gamle Aker kirke

Die evangelisch-lutherische Gamle Aker kirke ist das älteste Bauwerk in Norwegens Hauptstadt Oslo. Sie ist eine romanische Kirche, stammt aus dem 12. Jahrhundert und wird noch immer für Gottesdienste genutzt.
Die Adresse ist Akersbakken 26, und die Kirche liegt nahe der Nordostecke des Friedhofs Vår Frelsers Gravlund im Norden von Oslos Zentrum. Es handelt sich um eine Basilika mit Chor, Kapelle und Apsis.
Als Baumaterial wurde Kalkstein aus der Nähe verwandt.
Sie ist Pfarrkirche der 1861 errichteten Pfarrgemeinde Gamle Aker. Auf Aker gelegen, einem der ältesten Güter Oslos, fand sie ihre erste Erwähnung im Jahr 1080 und wurde wahrscheinlich von König Olav III. errichtet. Zwischen 1186 und der Reformation gehörte sie zum Konvent der Ordensschwestern von Nonneseter. 1587 gelangte sie in den Besitz der Festung Akershus und zwischen 1723 und 1849 war sie in Privatbesitz. Der Stadt Aker wurde sie 1849 übereignet und der Stadt Christiania im Jahr 1852.

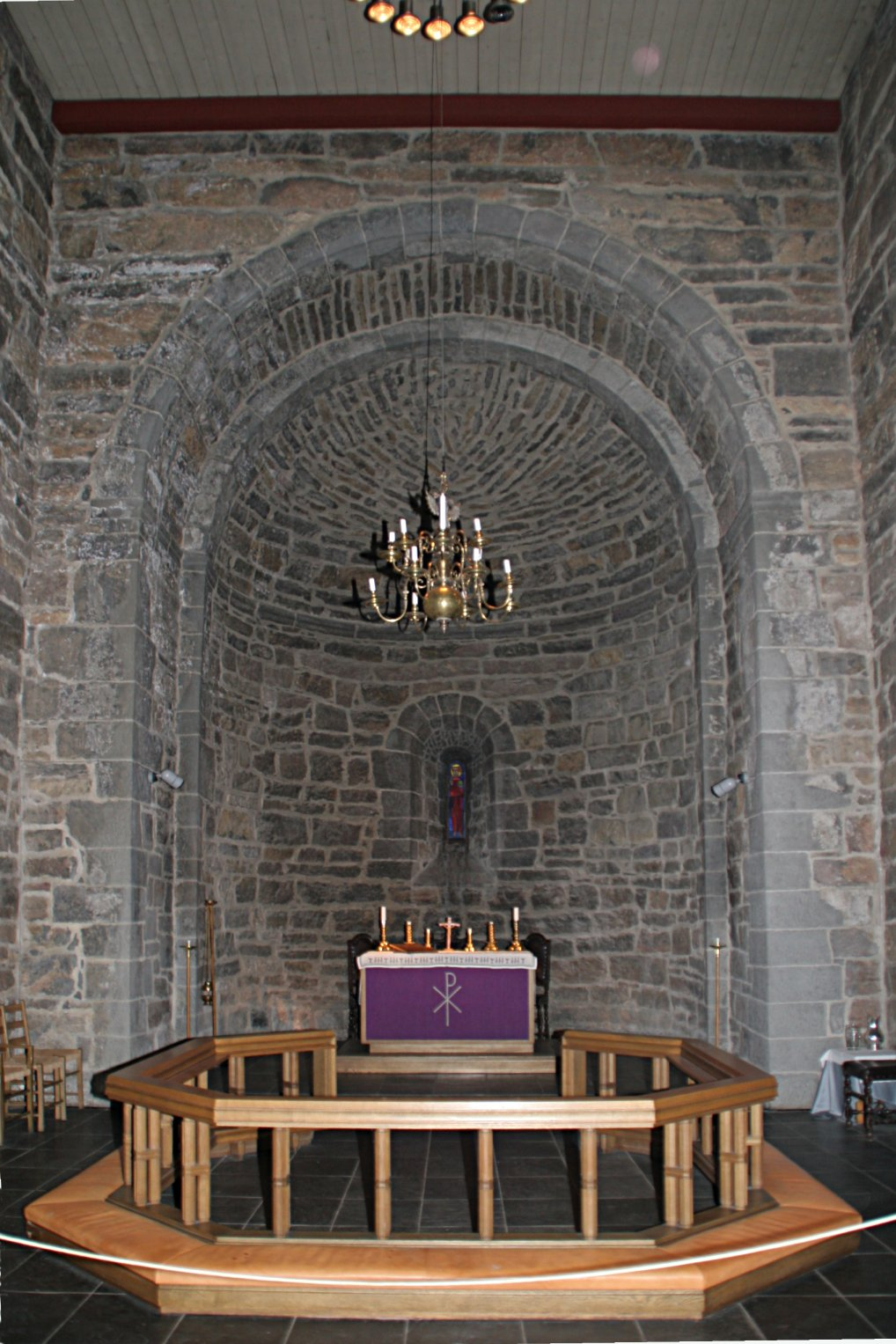
Apsis

Die Kirche erlitt durch mehrere Brände Schaden. Seit einem solchen Ereignis 1703 verschlechterten sich der Zustand des Turms und des Inneren. Es gab eine Entscheidung zum Abriss, der aber nach Einschreiten der Stadt abgewendet wurde. Die Restaurierung des Äußeren, einschließlich eines neuen Turms, wurde durch die deutschen Architekten Heinrich Ernst Schirmer und Wilhelm von Hanno 1861 durchgeführt. Die Instandsetzung des Inneren ließ bis ins 20. Jahrhundert auf sich warten und erfolgte in den Jahren 1950 bis 1955.
An der Stelle der Kirche soll es vor ihrem Bau eine Silbermine gegeben haben, die von Anfang der Wikingerzeit an aktiv blieb. Diese Mine ist in der Historia Norwegiæ im Jahr 1170 erwähnt und vielleicht der Grund, dass es Legenden über Schätze und fantastische Ereignisse auf dem Baugrund gab.
Von 1886 bis 1899 war Knud Karl Krogh-Tonning Pfarrer der Kirche.
Der Friedhof wurde seit dem Mittelalter verwendet, und seine letzten Erweiterungen fand 1918 und 1929 statt. Derzeit können hier nur Mitglieder der Gemeinde begraben werden. Prominente unter den Bestatteten sind:
- Envold de Falsen (1755–1808), Jurist und Schriftsteller
- Hans Nielsen Hauge (1771–1824), lutherischer Prediger, Begründer der Haugianer
- Christopher Hansteen (1784–1873), Astronom
- Lilla Hansen (1872–1962), Architektin

Während des Zweiten Weltkrieges wurde der Sarkophag von Königin Maud heimlich in der Kirche beigesetzt.